# Schluchtwald Angstbecke und Gümminghauser Mark
Schluchtwald Angstbecke und Gümminghauser Mark este o arie protejată (arie specială de conservare — SAC, sit de importanță comunitară — SCI) din Germania întinsă pe o suprafață de 245,2 ha, integral pe uscat.

## Localizare
Centrul sitului Schluchtwald Angstbecke und Gümminghauser Mark este situat la coordonatele 51°10′31″N 8°30′37″E / 51.1753°N 8.5103°E.

## Înființare
Situl Schluchtwald Angstbecke und Gümminghauser Mark a fost declarat sit de importanță comunitară în martie 2001 pentru a proteja un număr necunoscut de specii din flora spontană și fauna sălbatică aflate în arealul zonei. Situl a fost protejat și ca arie specială de conservare în mai 2008.

## Biodiversitate
Situată în ecoregiunea continentală, aria protejată conține 4 habitate naturale: Formațiuni ierboase bogate în specii de Nardus, dezvoltate pe substraturi silicioase în zone montane (și în zone submontane, în Europa continentală), Fânețe montane, Păduri de fag Luzulo-Fagetum, Păduri pe pante, grohotișuri și ravene de Tilio-Acerion.
La baza desemnării sitului se află un număr nedeclarat de specii protejate.